# Museu Nacional de Gandhi
El Museu Nacional de Gandhi és un museu de Nova Delhi sobre Mohandas Gandhi. L'origen d'aquest museu es va plantejar poc temps després del 30 de gener de 1948, dia de l'assassinat de Mahatma Gandhi en mans d'un fanàtic integrista indi, per tal de preservar els manuscrits, fotografies, llibres, objectes personals…del pensador i líder polític. No obstant això, aquest espai commemoratiu no va ser oficialment inaugurat fins bastants anys després, el 30 de gener de 1961. Els objectius del Museu Nacional de Gandhi són, a través de la seva exposició permanent, arxiu, biblioteca, espai de recerca i activitats, preservar el llegat de Gandhi, donar-lo a conèixer i recordar la vida i filosofia d'un dels líders més carismàtics del segle xx.
Des de meitats del segle xix l'Índia era dominada per la Companyia Britànica de les Índies Orientals i, a conseqüència de la derrota que va sofrir en la Primera Guerra d'Independència Índia, va esdevenir una colònia més de l'Imperi Britànic. Aquesta situació desagradava molts ciutadans del país asiàtic i provocà el sorgiment de diversos moviments independentistes. Però entre les dècades de 1920 i 1930 el moviment liderat pel Mahatma Gandhi, mitjançant la no-violència i campanyes de desobediència civil, va aconseguir que, el 15 d'agost de 1947, l'Índia assolís la seva independència del Regne Unit. El 26 de gener de 1950 l'Índia es convertí en una república.